# Ero lawrencei
Espèce
Ero lawrencei est une espèce d'araignées aranéomorphes de la famille des Mimetidae.

## Distribution
Cette espèce se rencontre en Afrique du Sud au KwaZulu-Natal, au Cap-Oriental et au Limpopo et au Zimbabwe,.

## Description
Le mâle holotype mesure 3,6 mm et la femelle paratype 4,30 mm.

## Systématique et taxinomie
Cette espèce a été décrite par Unzicker en 1966.

## Étymologie
Cette espèce est nommée en l'honneur de Reginald Frederick Lawrence.

## Publication originale
- Unzicker, 1966 : « A review of the African Mimetidae (Arachnida: Araneae) with the description of a new species. » Journal of the Kansas Entomological Society, vol. 39, no 3, p. 506-513.